# Хивинский поход в степь
Хивинский поход в степь  — поход хивинцев под командованием хивинского кушбеги Ходжа Ниязя и прохивинских казахских султанов Джангазы Ширгазиева и Ирмухаммеда Касимова, состоявшийся в августе 1847 года. Причиной похода было стремление подчинить Хиве казахское племя алимулы.

## Предыстория
В 1835 году Жанкожа Нурмухамедов, собрав к себе всех сырдарьинских казахов, отправился в поход и уничтожил хивинскую крепость Бабажан, убив там всех хивинцев и самого бека Бабажана. С того момента казахи из племени алимулы отказались подчиняться хивинскому хану. Хива не могла смирится с потерей своего влияния и принимала очень активные действия для его восстановления.

## Ход событий
20 августа 1847 года отряд численностью около 2000 хивинцев под командованием хивинского кушбеги Ходжа Ниязя и казахских султанов Джангазы Ширгазиева и Ирмухаммеда Касимова сосредоточился у хивинской крепости Жанакала, на левом берегу Сырдарьи, в 70 верстах выше укрепления Раим. Часть этого отряда переправилась на правый берег Сырдарьи и разорила кочевья Жанкожи Нурмухамедова, разграбив около 1000 семейств, захватывая женщин и убивая стариков и детей.
Хивинцы разорили род Шекты и угнали их скот, однако были остановлены совместным казахско-русским сопротивлением. 21 августа 1847 года Жанкожа со своим отрядом в 250 человек переплыл на левый берег Сырдарьи и при артиллерийской поддержке со стороны С.Е. Ерофеева и поручика П.С. Мертваго, которые вели огонь со шхуны «Николай», ворвался в хивинскую крепость Жанакалу и разрушил её. Люди и захваченные в плен и часть угнанного скота были возвращены Жанкоже, а сам батыр получил от русского военного командования чин есаула. Ерофеев особым письмом просил пожалование сабли и кафтана Жанкоже и его брату Алтын-Газы за доблесть в бою. Было возвращено до трёх тысяч верблюдов, до пятисот лошадей, до двух тысяч голов рогатого скота и более пятидесяти тысяч баранов.